# Tom Rapoport

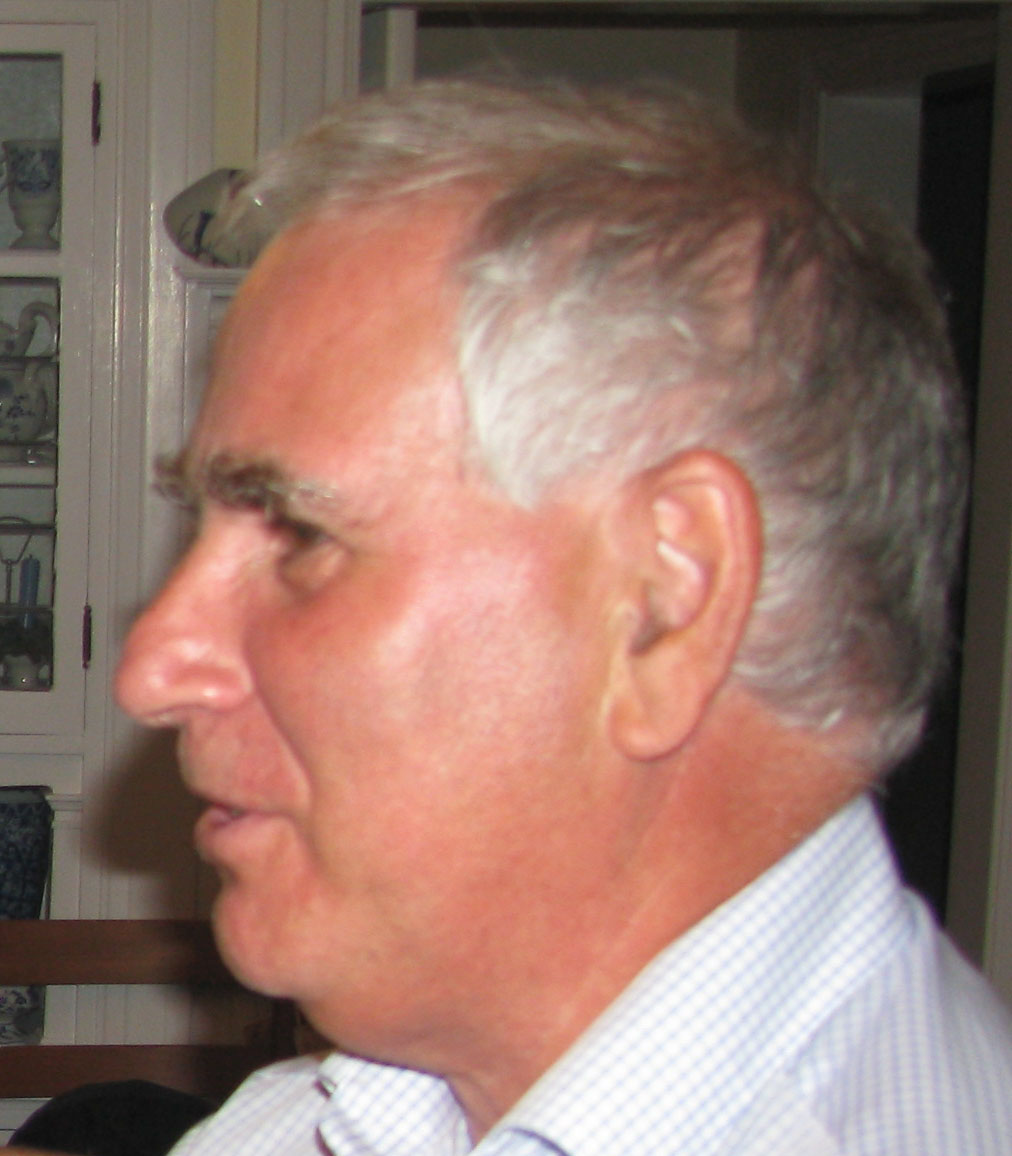
Tom Rapoport, 2009

Tom Abraham Rapoport (* 17. Juni 1947 in Cincinnati, Ohio) ist ein deutsch-amerikanischer Biochemiker. Von 1985 bis zum Ende des Jahres 1994 war er Professor am Zentralinstitut für Molekularbiologie der Akademie der Wissenschaften der DDR in Berlin-Buch beziehungsweise an dessen Nachfolgeeinrichtung, dem Max-Delbrück-Centrum für Molekulare Medizin. Seit Januar 1995 ist er Professor für Zellbiologie an der Medizinischen Fakultät der Harvard University in Boston. Seine Forschungsaktivitäten betreffen insbesondere die Differenzierung von Organellen in biologischen Zellen sowie die für diese Prozesse relevanten Signalwege.

## Leben
Tom Rapoport wurde 1947 in Cincinnati als Sohn der Kinderärztin Ingeborg Rapoport geb. Syllm und des jüdischstämmigen Biochemikers Samuel Mitja Rapoport geboren, zu seinen drei Geschwistern zählt der 1992 mit dem Gottfried-Wilhelm-Leibniz-Preis ausgezeichnete Mathematiker Michael Rapoport. Sein Vater war 1937 mit einem einjährigen Stipendium von Österreich in die Vereinigten Staaten gegangen und bis zum Ende der Nazi-Zeit nicht nach Europa zurückgekehrt, seine Mutter floh ein Jahr später aus Deutschland in die Vereinigten Staaten. Sie lernten sich 1944 in Cincinnati kennen und heirateten ein Jahr nach dem Ende des Zweiten Weltkrieges. Kurz nach der Geburt von Tom Rapoport ging die Familie nach Österreich, da sein Vater wegen seiner kommunistischen Überzeugungen eine Verfolgung in den USA aufgrund der antikommunistischen Bestrebungen während der McCarthy-Ära befürchtete. Nachdem eine Bewerbung auf eine Professur in Wien erfolglos geblieben war, ließ er sich 1952 mit seiner Familie in der Deutschen Demokratischen Republik (DDR) nieder und nahm eine Stelle an der Charité in Berlin an. Samuel Mitja Rapoport wurde in den folgenden Jahrzehnten in der DDR zu einem der bekanntesten Biochemiker, seine Frau erhielt einen Lehrstuhl für Neonatologie an der Charité.

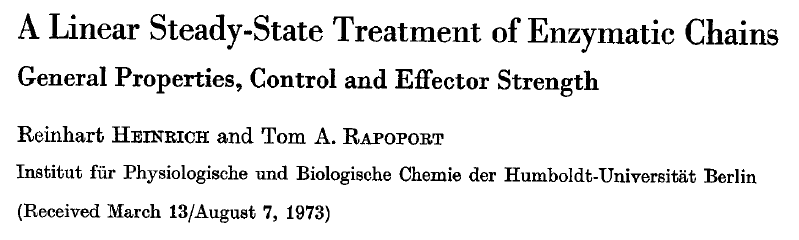
Eine der Veröffentlichungen von Tom Rapoport und Reinhart Heinrich zur metabolischen Kontrolltheorie (Eur J Biochem, 1974)

Tom Rapoport studierte von 1965 bis 1966 Mathematik und Naturwissenschaften sowie von 1966 bis 1972 Chemie und Biochemie an der Humboldt-Universität zu Berlin, an der er 1972 promovierte. Seine auf drei Fachartikeln beruhende Dissertationsschrift zum Reaktionsmechanismus der Pyrophosphatase aus Bäckerhefe reichte er dabei als Gemeinschaftsarbeit zusammen mit Wolfgang Höhne ein, der seit 1990 Leiter der Abteilung Proteinstrukturforschung und seit 1994 Professor für Biochemie an der Humboldt-Universität ist. Nach dem Ende seines Studiums wechselte Tom Rapoport in die Arbeitsgruppe von Sinaida Rosenthal am Zentralinstitut für Molekularbiologie der Akademie der Wissenschaften der DDR in Berlin-Buch, an dem er als wissenschaftlicher Assistent tätig war. Während dieser Zeit klonierte er unter anderem das Gen für das Insulin von Karpfen. Er war damit der erste Wissenschaftler in der DDR, der die Nukleotidsequenz eines Gens sowie die Aminosäuresequenz eines Proteins entschlüsselte. Im Jahr 1977 erlangte er an der Humboldt-Universität mit einer Arbeit zur metabolischen Kontrolltheorie, die wie seine Dissertation auf drei Fachartikeln basierte, gemeinsam mit Reinhart Heinrich die Habilitation.
1982 arbeitete er für einige Monate im Labor des späteren Nobelpreisträgers Günter Blobel an der Rockefeller University in New York. Drei Jahre später wurde er Professor für Zellbiologie am Zentralinstitut für Molekularbiologie und leitete damit eine eigene Forschungsgruppe, 1986 wurde er Abteilungsleiter. 1992 entstand aus dem Institut das zur Helmholtz-Gemeinschaft Deutscher Forschungszentren gehörende Max-Delbrück-Centrum für Molekulare Medizin. Im Januar 1995 wechselte Tom Rapoport auf eine Professur für Zellbiologie an die Abteilung für Zellbiologie der Medizinischen Fakultät der Harvard University. Darüber hinaus wurde er im Juli 1997 zum HHMI Investigator am Howard Hughes Medical Institute ernannt.
Tom Rapoport ist verheiratet und Vater von drei Kindern.

## Wissenschaftliches Wirken
Schwerpunkte der Forschung von Tom Rapoport sind die Aufklärung der strukturellen und biochemischen Differenzierung der verschiedenen Organellen in biologischen Zellen sowie die Untersuchung der Steuerung dieser Differenzierungsprozesse durch intrazelluläre Signalwege. Insbesondere erforscht seine Arbeitsgruppe, wie Proteine aufgrund von Signalsequenzen durch die Zelle transportiert und in biologischen Membranen eingebaut werden. Er hat bisher rund 200 wissenschaftliche Arbeiten veröffentlicht, darunter etwa 20 Publikationen im Journal Cell und insgesamt rund 25 in den Zeitschriften Nature, Science und Proceedings of the National Academy of Sciences.

## Mitgliedschaften und Auszeichnungen
Tom Rapoport war ab 1988 korrespondierendes Mitglied der Akademie der Wissenschaften der DDR und gehört seit 1993 als Mitglied zur Leibniz-Sozietät der Wissenschaften zu Berlin, seit 2003 ist er Mitglied der Deutschen Akademie der Naturforscher Leopoldina sowie seit 2005 der amerikanischen National Academy of Sciences und der American Academy of Arts and Sciences. Er ist darüber hinaus seit 1993 Mitglied der Academia Europaea sowie der European Molecular Biology Organization.
Für seine Forschungen erhielt er verschiedene Preise, hierzu zählen beispielsweise der Johannes-Müller-Preis für Experimentelle Medizin, der Rudolf-Virchow-Preis, die Otto-Warburg-Medaille der Gesellschaft für Biochemie und Molekularbiologie, die Max-Delbrück-Medaille, die Keith R. Porter Lecture, die Sir-Hans-Krebs-Medaille der Federation of European Biochemical Societies, die Van Deenen Medal sowie die Schleiden-Medaille der Leopoldina.